# 塞拉多
14°0′20.5″S 47°41′4.6″W / 14.005694°S 47.684611°W
塞拉多（葡萄牙語：Cerrado，發音：[se.ˈʁa.du ~ sɛ'ʁa.du]）又譯塞拉都、席拉多或喜拉朵，是巴西的一片巨大热带草原生态区，主要位于该国的戈亚斯、南马托格罗索、马托格罗索、托坎廷斯和米纳斯吉拉斯几个州。塞拉多生物群系的核心区域位于巴西中部的高原。塞拉多的主要栖息地类型包括：森林热带草原、多树热带草原，公园热带草原和草木热带草原。也包括热带草原湿地和走廊森林。塞拉多是巴西仅次于亚马逊雨林的第二大主要栖息地类型，它占据了巴西整个国土面积的21%（边缘延伸进巴拉圭和玻利维亚）。
1892年，丹麦植物学家尤金纽斯·瓦尔明在他的著作《Lagoa Santa》中，第一次详细描述了巴西塞拉多，在书中他描述了米纳斯吉拉斯州塞拉多植物的主要特点。
此后，大量的研究已经证明，塞拉多是所有热带草原地区中最富饶的地区之一，并且特有种数量繁多。塞拉多拥有超大范围的动植物多样性，世界自然基金将其认定为世界上生物最丰富的热带草原，有大约10,000个植物物种和10个特有鸟类物种。塞拉多有接近200种哺乳动物，但只有14种是地方性的。

## 气候
塞拉多的气候是世界上较潮湿的热带草原地区的典型气候，属于半湿润热带气候。塞拉多全年有两个明显的季节——雨季和旱季。塞拉多年均温度在22到27℃之间，超过90%的地区平均降水量在800-2000毫米之间。该生态区在南半球的冬天（大约四月至九月）有一个很干的旱季。

## 植物

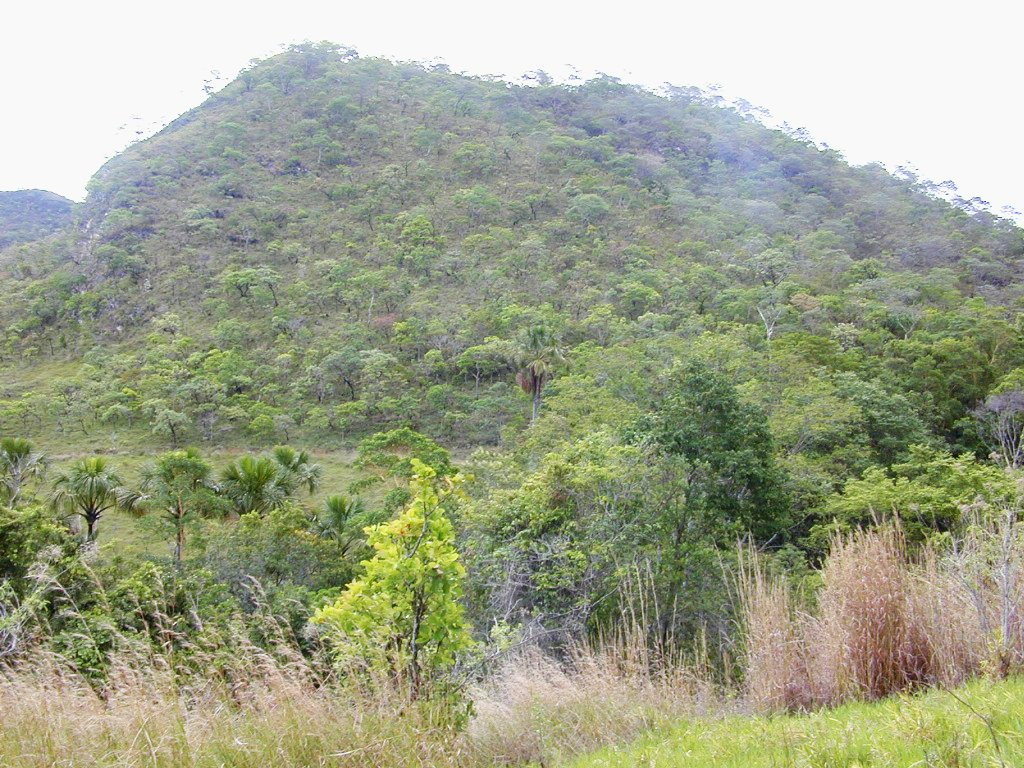
巴西塞拉多的植被。

塞拉多拥有独特的植被类型。它的组成部分包括一个变换地貌的栖息地，以及象热带草原的狭义塞拉多，它位于排水良好的地区，在几条沿着溪流的走廊森林（林冠遮天蔽日的高树森林）之间。在狭义塞拉多和走廊森林之间，是一片被称为湿“南美草原”的植被区域，该区域有明显的上坡和下坡界限。在那里，由于潜水面的季节性波动幅度大，树木的生长受到了抑制。
塞拉多热带草原的不同部分覆盖的林冠也不同。1971年，古德兰将塞拉多划分为四类区域，按照林冠由少到多依次为：疏木草原（草本层，偶尔有高度3米左右的小树）、疏林草原（树木的密度稍高，平均高度约4米）、狭义塞拉多（植被类似果树林，树高约6米）和塞拉道（林冠覆盖近50％，树高通常9米左右）。
在塞拉多发现的树种有800种左右。在塞拉多，树木品种最多的是豆科（153种）、金虎尾科（46种）、桃金娘科（43种）、野牡丹科（32种）和茜草科（30种）。塞拉多的大部分区域由蜡烛树科（在塞拉多有23种）占据主导地位，因为上位独蕊属的三个物种数量庞大。草本层的高度通常达到约60厘米，主要由禾本科、莎草科、豆科、菊科、桃金娘科和茜草科组成。走廊森林里的许多植物都与附近的雨林相类似；然而，有一些特有物种，只在塞拉多走廊森林里发现过。
土地肥沃、火动态和水文被认为对决定塞拉多的植被影响最大。塞拉多的土壤总是排水良好，多为低pH值、低钙、低镁的氧化土。有人发现，在塞拉多栖息地，氮磷钾的含量正相关于树干的横截面积。与其它草原和热带草原一样，火对于维持和塑造塞拉多的地形至关重要；塞拉多的许多植物能适应火，其表现特征是，拥有能承受热的厚软树皮。
相信塞拉多地区的植被很古老，也许可以追溯到白垩纪时期的原型形式，在非洲和南美洲分离之前。在历史上，塞拉多和亚马逊雨林之间，可能发生过动态的扩张和收缩，而塞拉多在冰川期，如更新世，发生了扩张。这些过程及其结果，有可能同时促成了塞拉多和亚马逊雨林的高物种多样性。

## 动物
塞拉多的昆虫是相对缺乏研究的。一项对塞拉多为期一年的调查在巴西一个保留区进行。该调查发现，鞘翅目、膜翅目、双翅目和等翅目等目占据了所有捕获的89.5%。塞拉多还有高密度的切叶蚁（saúvas）巢（可达每公顷4000个），它们也是非常多样化的。和白蚁、切叶蚁一起的，是塞拉多主要的食草动物，它们在消耗和分解有机物中发挥着重要作用，并且为许多其它动物物种构成了一个重要的食物源。在塞拉多还发现了世界上最多样性的致瘿昆虫，在巴西东南部的塞拉多锡波，发现了最多的物种（46种）。
塞拉多的脊椎动物也具有高度多样性；已被记载的物种中包括150种两栖动物、120种爬行动物、837种鸟类和161种哺乳动物。通常认为，塞拉多跟其它地区如“卡廷加”或低地雨林相比，蜥蜴的多样性相对较低.而最近的一项研究在塞拉多一个区域发现了57个物种，正式这片开放的栖息地，形成了高度的多样性。大丛林蜥是在塞拉多发现的最大蜥蜴，也是塞拉多最重要的蜥蜴捕食者。塞拉多的蛇多样性相对较高（22－61个物种，依不同地点），其中最丰富的是游蛇科。塞拉多植被的开放性非常可能有助于蛇的高度多样性。关于塞拉多两栖动物的信息极为有限，不过塞拉多可能有一个独特的、地方性的物种聚集地。

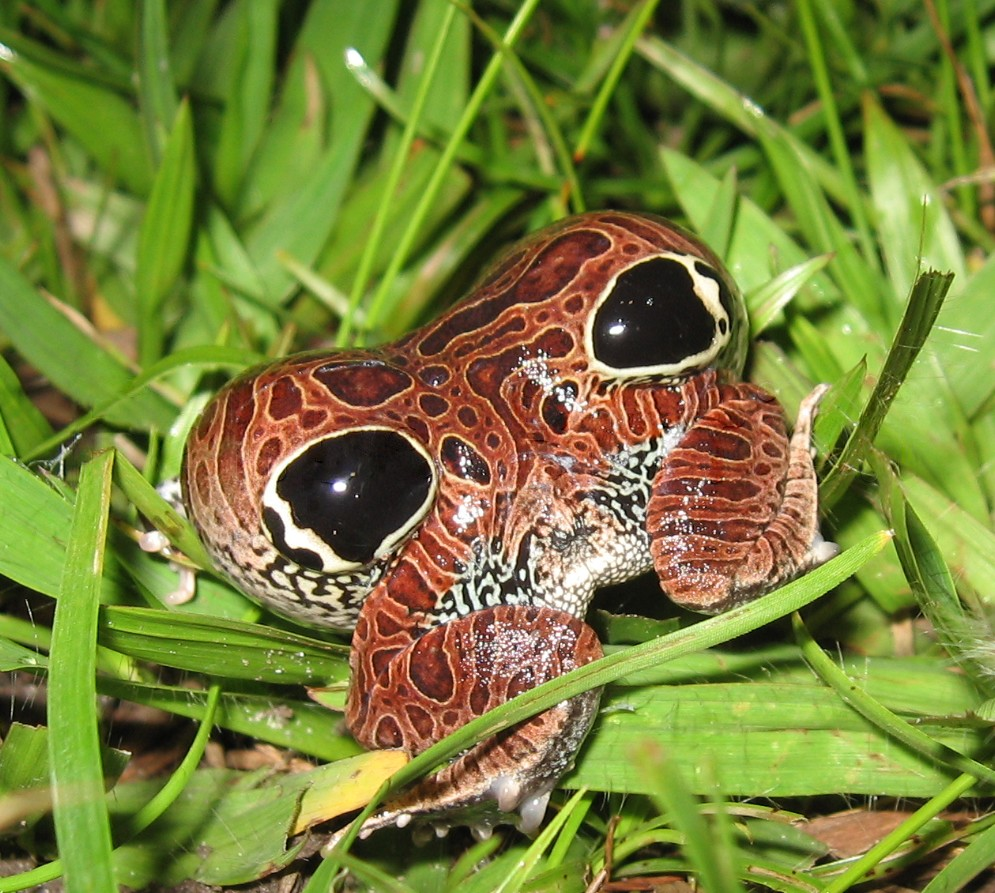
在塞拉多发现的青蛙物种库亚巴矮小蛙，但在相邻的走廊森林里并未发现。

在塞拉多发现的大多数鸟类都在当地繁殖，但也有一些路过的南方移民（在南美温带繁殖，在亚马逊盆地过冬）和新北区移民（在北美温带繁殖，在新热带过冬）。大部分在塞拉多繁殖的鸟类都是在林冠更封闭的区域，像走廊森林发现的，虽然27%的鸟类只在开放的栖息地繁殖，而21%在开放或关闭的栖息地都可以繁殖。在塞拉多，尤其是那些在封闭森林中发现的许多鸟类，都与大西洋雨林和亚马逊雨林的物种有关系。王冠独鹰、紫蓝金刚鹦鹉、托哥巨嘴鸟、黄颈朱鹭、矮口形鸟、巴西秋沙鸭都是在塞拉多发现的鸟类的例子。
走廊森林是塞拉多大多数哺乳动物的主要栖息地，那里有更多的水，可以躲避横扫地貌的野火，并且拥有一个更加高度结构化的栖息地。有十一个哺乳动物品种是塞拉多特有的。著名的物种，包括大型食草动物如南美貘、草原鹿和大型食肉动物如鬃狼、美洲狮、美洲豹、巨獭、虎猫和细腰猫。虽然塞拉多的多样性大大低于邻近的亚马逊和大西洋森林，但那里仍有几个种类的猴子，包括黑纹卷尾猴、黑吼猴和黑绒狨猴。

## 历史与人口
草本植物的发芽及塞拉多随之而来的野火，使得这些地区的土著居民学会了将这种火作为工具，来增加饲料以供给他们驯养的动物。
沙凡特人、塔普亚人（Tapuia）、卡拉贾人、阿瓦-卡诺艾罗人（Avá-Canoeiro）、克拉霍人（Krahôs）、舍仁特人和舍克里厄巴人是最早在塞拉多占据不同区域的土著。这些土著中的很多分支是游牧民，在塞拉多以狩猎和采集为生。其他的则在实施科伊瓦拉（coivara）农业，一种流动性的刀耕火种的农业。土著、奎罗布的逃亡黑奴群体、淘矿者、格雷泽罗人（生活在较干旱地区）、河岸居民和瓦赞特罗人（vazanteiro，住在洪泛区）混合形成了多样化的当地人口，这在很大程度上依赖于他们所处环境的资源。
直到1960年代中期，塞拉多的农业活动都非常有限，主要针对当地市场生活用的广泛的肉牛产品，因为塞拉多的土壤对农业生产来说是天然贫瘠的。然而，在这一时期之后，巴西东南部的城市化和工业化已经迫使农业转移到巴西中西部。将首都迁往巴西利亚，是另一个将人口吸引到中部地区的焦点。从1975年开始直到1980年代初，政府推出了许多方案，旨在通过补贴农业，刺激塞拉多地区的发展。因此，农业和肉牛生产都有了显著增加。
另一方面，由于城市的挤压和农业活动的迅速建立，该地区生态系统的生物多样性迅速降低。而塞拉多地区的人口，从1970年到2010年增加了一倍多，从3580万增长到7600万。

## 农业
以前塞拉多被认为不适合农耕，但后来巴西的农业和畜牧业研究机构，巴西农业研究公司的研究人员发现，如果适当添加磷和石灰，它就可能适合作物生产。1990年代后期，巴西每年会将1400万到1600万吨石灰撒在土地上。2003年和2004年已经上升到2500万吨，相当于每公顷大约五吨石灰。土壤经过这样处理之后，就可以进行产业化农业生产，在这片区域以指数方式增长。研究人员还开发了大豆的热带品种，在此之前大豆一直属于温带作物。目前，全球肉类需求上涨导致动物饲料生产的繁荣，因此巴西成为了世界上主要的大豆出口国。
现在，塞拉多地区提供的肉牛产品，超过了全国的70%，也是一个主要的谷物生产中心，主要生产大豆、豆类、玉米和水稻。广义的塞拉多也为造纸行业生产纤维素纸浆，因为那里种植了多个品种的桉树和松树，但这是一个次要活动。塞拉多生产的咖啡现在是一种主要的输出商品。

## 木炭生产
为巴西的钢铁工业生产木炭，是塞拉多仅次于农业的第二大产业。他们实际上是紧密结合的。当更多的土地被清理出来用于农业，树干和树根经常被用来生产木炭，以补贴清理工作。巴西的钢铁工业，传统上往往使用来自塞拉多的树干和树根生产的木炭，但现在米纳斯吉拉斯州的钢铁厂是世界最大的，它对塞拉多的税收起到了重要作用。然而最近，由于环保的努力和塞拉多植被的减少，他们现在正在接受来自桉树种植园的木炭，这些努力都在增长。

## 保护
塞拉多是南美洲第二大生物群落，和世界上生物最为多样性的热带草原。然而，目前它没有被巴西宪法认定为国家遗产。这里还有瓜拉尼蓄水层，它是南美洲规模最大的淡水地下水库，供水相当于亚马逊河的三分之一，也是这块大陆最大的盆地。 
巴西的农学家和政府都认为它没有保护价值，而且政府保护的塞拉多生物群落只占联邦自然保护区的1.5％。在1994年之前，塞拉多估计有695,000公里2（占其面积35％）已经被转变成“人为景观”。塞拉多总共有37.3%已经完全转变为被人类使用，而另外41.4%被用于牧场和木炭生产。该地区的走廊森林是其中受影响最严重的地区。据估计，现在只有约432,814公里2，即原始植被的21.3%，保持原始状态。
在过去的25年里，这一生物群落区已经越来越受到各种威胁——工业化的单一耕作方式（特别是大豆）、工业化农业的无节制扩张、焚烧植物用于木炭生产。为提供灌溉而发展的水利设施也导致了批评，被确认为多条巴西河流的潜在威胁。
塞拉多的工业化农业，将土地清理出来种植桉树和大豆。这种农业发展迅速，因为有各种形式的补贴，包括非常宽松的税收激励和低息贷款。这就形成了庞大的、高度机械化的、资本密集型的农业系统。巴西还有一个强大的农业综合企业游说团体，尤其是塞拉多大豆的生产受到大型公司的影响，诸如ADM、嘉吉和邦基，后两者还直接牵扯到该生态区大规模的森林砍伐。
扩大这一保护区存在一个问题，需要通过研究来选择保护区的位置，因为塞拉多生态区的植物非常多样化，且分布不均。来自巴西利亚大学、CPAC和爱丁堡皇家植物园的团队已经在这个项目上协作了多年，它由巴西、欧共体和英国资助。该项目最近已经扩展成为一个主要的英-巴合作项目——塞拉多生态区生物多样性保护与管理（Conservation and Management of the Biodiversity of the Cerrado Biome），由英国海外开发署资助。其目标是调查塞拉多植被的植物图谱，从而发现代表性区域和生物多样性“热点”。

## 扩展阅读
- 塞拉多生物多样性热点地区（保护国际）
- 沙帕达多斯维迭罗斯，塞拉多的高地
- 巴西农业研究公司（巴西政府）：比奥玛塞拉多 （页面存档备份，存于）（葡萄牙文）